# Turania
Turania (Petescia fino al 1950) è un comune italiano di 240 abitanti della provincia di Rieti nel Lazio.

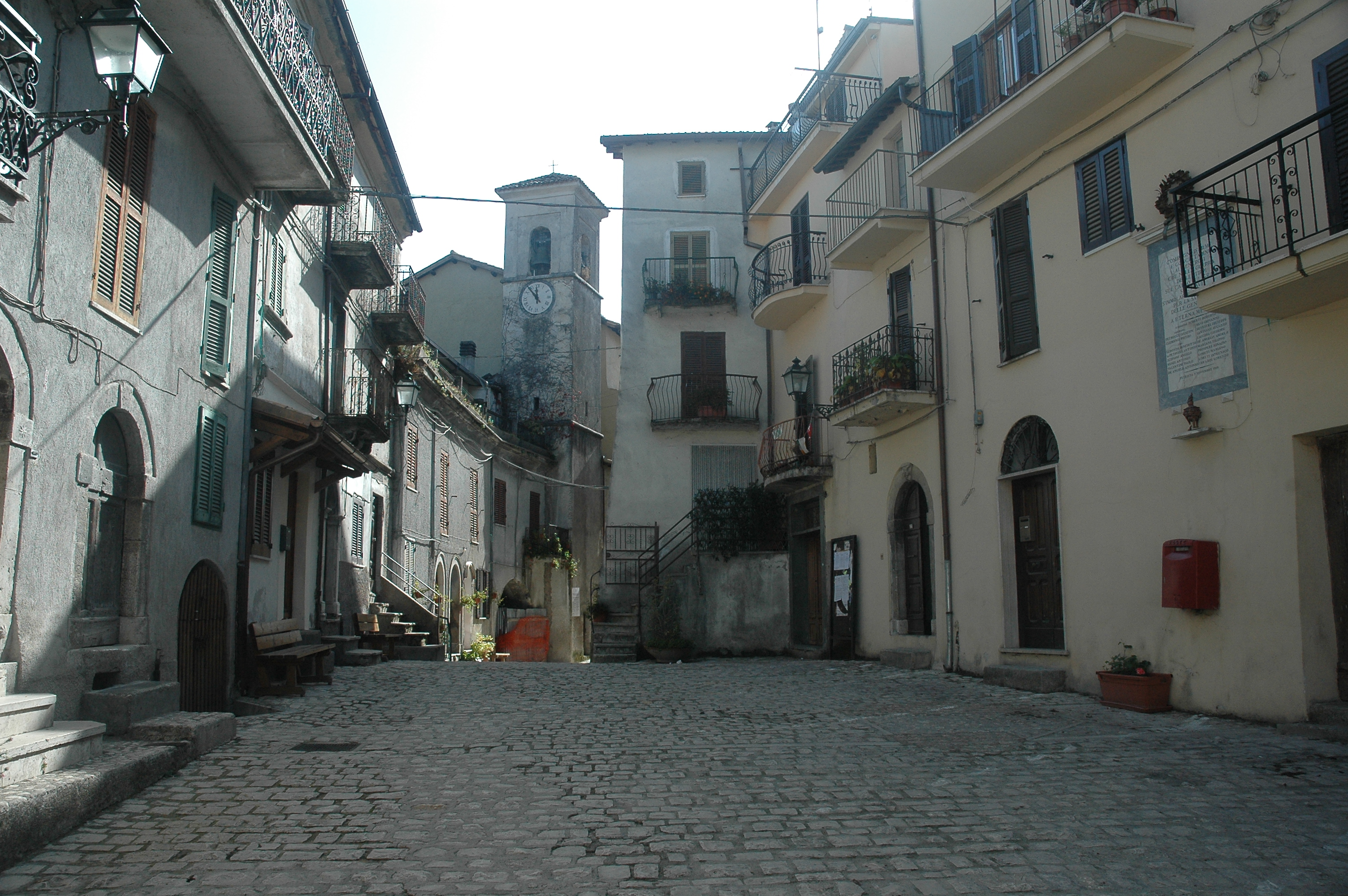
Piazza Umberto I

## Geografia fisica

### Territorio
Il comune di Turania è situato nel settore meridionale della provincia di Rieti, nella valle del Turano, al confine geografico del Lazio con l'Abruzzo. Il suo territorio fa parte della regione storico-geografica della Sabina.
Confina con i comuni di Carsoli (AQ), Collalto Sabino, Collegiove, Pozzaglia Sabina e Vivaro Romano (RM).

## Storia
Le prime notizie riguardo al paese, originariamente chiamato Petescia, risalgono all’anno 890 d.C. e appartengono ad un documento che registra una donazione concessa al Monastero di Farfa, uno dei monasteri più importanti all'epoca del centro Italia. L'insediamento è probabilmente di origine preromana, come dimostra il rinvenimento di numerosi tesori che fanno pensare ad una presenza umana nei pressi della località di San Donato e faceva sicuramente parte del “Patrimoniun Sancti Petri” (donazioni terriere fatte al Papa) probabilmente nel gruppo ricordato con il nome di "Patrimonium Sabinum et Carseolanum“. In seguito alle invasioni barbariche e alla formazione del Ducato Longobardo nel 571 d.C., iniziarono anni di guerre e devastazioni che modificarono profondamente il Patrimonium con spartizioni delle terre secondo lo stile dei conquistatori.
Alla fine dell'VIII secolo durante il regno di Carlo Magno si ebbe un breve periodo di tranquillità ma l’Italia divenne ben presto preda dei popoli del vicino Oriente lanciati alla conquista del Bacino Mediterraneo. Gli storici sono concordi nel ritenere che, proprio in questo periodo, inizio 900 d.C., si iniziò a costruire castelli sulle alture mentre prima si notavano solo ville, corti e casali. “Castrum Petesiae” (così per molti secoli fu chiamata) è descritta in alcuni documenti del tempo come territorio ricco di castagneti e fondi adatti alla coltura della canapa. Si aprì ben presto il periodo della vendetta contro la Chiesa che vide l’unificazione nel 1111 dei due poteri politico-temporale nelle mani dell’Imperatore e la conseguente distruzione delle città rimaste fedeli al pontefice. La maggior parte dei castelli del Lazio in questi secoli subirono distruzioni e ricostruzioni e i singoli destini dei diversi paesi della Sabina non si possono ricostruire con precisione anche se è chiaro che per secoli sarebbero rimasti alla mercé delle famiglie baronali. Tuttavia fino alla cattività avignonese ci fu un periodo di relativa pace; quando poi si riaccesero le lotte tra le diverse famiglie nobili, Petescia passava con estrema facilità dall'una all'altra. Nel 1399 risulta affidata a Landolfo Colonna, periodo questo caratterizzato da guerre e pestilenze che decimarono la popolazione e resero le terre semideserte. Nel 1437 il paese passa dai Colonna agli Orsini, conti di Tagliacozzo, costituendo un unico feudo con Montorio in Valle, Pozzaglia e Canemorto. Attraverso Maria Orsini passò a Muzio Tuttavilla che la vendette, a sua volta, a Carlo Muti, il quale vi unì Vallinfreda facendone un unico fidecommesso, che doveva passare indiviso ai propri eredi e che viene ricordata con il nome di Valle Muzia. Risalgono a quest’epoca le due Chiese di Santa Maria del Carmine e del SS. Salvatore.
Nel 1632 Michelangelo Muti, con autorizzazione del papa Urbano VIII, permutò Petescia ed altri centri con il principe Marcantonio Borghese dando iniziò così ai tre secoli circa di feudo Borghese. Tipiche del tempo, furono le continue lotte per la definizione dei confini e della relativa giurisdizione tra i vari paesi, rimanendo celebre quella intercorsa tra i Borghese e la famiglia Barberini durata per ben 127 anni, dal 1636 al 1763. Il 1841 segnò il passaggio di Petescia dalla Diocesi di Magliano Sabina a quella di Tivoli e come parte dello Stato Pontificio ha seguito, per il resto del secolo, gli avvenimenti nazionali sotto la guida del suo Podestà.
Agli inizi del 1900 il territorio aveva una estensione di 891 ettari ed una popolazione di 1 058 abitanti, dedita principalmente alla produzione agricola di grano, granturco, legumi e patate. I terreni più adatti permettevano la coltivazione di viti e frutteti ma la vera ricchezza era costituita dai castagneti vigorosi e di buona rendita. In realtà l’agricoltura era molto povera e le ragioni della scarsa produzione erano da ricercarsi sia nelle rare concimazioni e nella cattiva lavorazione del terreno sia nell’eccessivo frazionamento dello stesso tra le diverse famiglie. Di grande importanza l’industria locale della produzione di “coppi e mattoni in terracotta” presso le antiche Fornaci con i quali sono stati ristrutturati alcuni antichi palazzi di paesi limitrofi.
In seguito alla Seconda guerra mondiale, quando Petescia subì non pochi saccheggi e violenze dall'esercito tedesco occupante (come ricordano oggi molti anziani all'epoca solo adolescenti) come del resto i paesi confinanti come Vivaro Romano, Pozzaglia e Paganico, dopo le prime elezioni libere del 1946 si affacciò l’idea di cambiare il nome all’antica Petescia e così con Decreto Presidenziale del marzo 1950, il paese prese definitivamente il nome di Turania dall’omonimo fiume che l’attraversa e che dà nome alla stessa valle ed all'omonimo lago.
Dal 1960 al 1980 Turania ha subito lo stesso destino di gran parte dei comuni della Provincia di Rieti, l’esodo continuo di intere famiglie verso i grandi centri urbani. In questo modo la popolazione residente si è ridotta notevolmente di numero e oggi il paese ha acquisito una vocazione esclusivamente turistica anche grazie alla realizzazione del Museo d’Arte Contemporanea recentemente riconosciuto di interesse regionale ed è meta di visite fuori porta grazie alla vicinanza con Roma e alle numerose ricchezze naturali.

### Simboli
Lo stemma e il gonfalone sono stati concessi con decreto del presidente della Repubblica n. 1477 dell'11 marzo 1991.
Lo stemma si può blasonare: scudo sannitico partito: nel primo di azzurro, alla torre rossa, di due palchi, merlata alla guelfa e cimata da un albero di castagno; nel secondo di rosso, a due gigli d'oro, ordinati in palo.
Il gonfalone è un drappo partito di rosso e di azzurro.

## Monumenti e luoghi d'interesse
Complesso di Santa Maria del Carmelo
Le notizie relative al piccolo Santuario Mariano che, nel corso dei secoli ha rappresentato motivo di profondo interesse spirituale per gli abitanti dell’antica Petescia (la contemporanea Turania), derivano dalla discreta documentazione esistente nell’archivio dei Padri Carmelitani in Roma. Per circa 500 anni la Festa della Madonna è stata l’unica grande solennità, oltre a quelle dei Santi Patroni, celebrata e partecipata da tutta la popolazione tramite la solenne processione dell’immagine della Vergine con Bambino.
All’immagine sacra è associata, dalla tradizione popolare un particolare evento accaduto verso la fine del 1600 citato dall’archivista della casa Borghese: “questa Chiesa è antichissima a la statua che rappresenta la Vergine con Bambino è di legno e molto miracolosa, quale tre anni sono, in temporale funestassimo al paese, si rovinò la tribuna di questa Chiesa da fondamenti e non senza evidente miracolo fu sotto le ruine de sassi ritrovata illesa………”
Secondo quanto riferisce la relazione della “visita Corsini” avvenuta il 22 novembre 1572, la Chiesa era anticamente posseduta dai Francescani che dimoravano nell’annesso Convento. Infatti, alcuni documenti della Provincia Romana fanno risalire al passaggio del Santo di Assisi l’edificazione del romitario dedicato al culto Mariano “nell’anno del Signore 1216 capitò in questa terra il Serafico Padre e glorioso San Francesco d’Assisi…… il quale dopo avere edificato alcuni luoghi per i frati della sua regione nell’Umbria e nella Sabina, elesse un loco in questo territorio Petesiano e per opera Sua fu edificata la Chiesa in vita Sua con una parte dell’abitazione……”.
Quindi con tutta probabilità la costruzione venne eseguita da qualche discepolo del Santo e si può far risalire alla II^ metà del 1300; le numerose opere di fortificazione ai muri perimetrali hanno consentito che l’edificio giungesse ad oggi pressoché integro mentre del convento non esistono più neanche i ruderi.
La Chiesa ha dunque resistito più del Convento rimasto troppo a lungo disabitato e trascurato. Le notizie storiche relative al distrutto Convento sono relativamente poche, l’archivio dei Padri Carmelitani in Roma conserva documenti tali che certificano l’esistenza del Convento dei Francescani anteriormente al 1542; successivamente passò di competenza all’ordine dei Carmelitani che lo conservarono sino al 1652 quando il Convento aveva due soli membri.
Dopo la scomparsa dei Carmelitani la vita religiosa del sito continuò sebbene con minore intensità. Venne dapprima costituita una cappellania fino alla istituzione di un vice parroco della Chiesa del SS. Salvatore di Turania al quale venne affidato il compito della formazione educativa scolastica a giovani e meno giovani.
Alla fine del XVIII secolo il convento era irrimediabilmente rovinato, restava soltanto una piccola abitazione per l’eremita, consistente in due camerette abitabili al primo piano, con una stalletta ed una piccola cantina a piano terra. Un tale stato di abbandono portò alla completa demolizione dell’oramai diluite strutture annesse alla Chiesa mentre per quest’ultima si continuarono ad operare lavori di consolidamento strutturale.
Oggi sul piazzale dove sorgeva l’antico Convento Francescano per opera del Comune di Turania è stato realizzato un complesso museale con statua in bronzo dedicata a San Pio da Pietrelcina opera del Maestro Silvio Amelio.
Chiesa del Santissimo Salvatore
Questo chiesa è stata ricostruita totalmente nel 1779 in stile neoclassico sui resti di un edificio del secolo precedente probabilmente in stile tardo Barocco di cui restano tracce nella cripta ora adibita a salone per le feste parrocchiali ma fino a pochi decenni fa usata anche per matrimoni e celebrazioni religiose su richiesta dei fedeli o nei periodi di restauro della chiesa superiore. oggi è sede della parrocchia del paese.
Museo permanente di Arte Contemporanea
Situato nell’edificio comunale, il museo colleziona numerosi reperti e foto d'epoca oltre a varie opere d'arte; vi è anche esposta una prestigiosa scultura bronzea del maestro Silvio Amelio che rappresenta Padre Pio.
Museo Diffuso delle Tradizioni Contadine e Artigiane
Altri siti
Recentemente ristrutturato ed estremamente interessante è anche il Mulino cinquecentesco che è situato presso il fiume Rio che scorre a valle del paese al confine col comune di Pozzaglia.
Festività
- Seconda o terza domenica di luglio: festa della Madonna del Carmelo; la celebrazione religiosa si svolge nel piazzale antistante l'omonima chiesa situata fuori dal centro abitato.
- Prima domenica di settembre è la giornata dedicata ai Santi Antonio e Donato; dal centro del paese partono alcune mongolfiere preparate e quindi anche colorate artigianalmente.

## Società

### Evoluzione demografica
Abitanti censiti

### Etnie e minoranze straniere
Secondo i dati ISTAT al 31 dicembre 2013 la popolazione straniera residente era di 15 persone.

## Economia

### Artigianato
Tra le attività economiche più tradizionali vi sono quelle artigianali, come l'arte del legno, finalizzata al settore dell'arredamento, e in particolar modo alla produzione di sedie con caratteristiche campagnole.

## Amministrazione
Nel 1923 passa dalla provincia di Perugia in Umbria, alla provincia di Roma nel Lazio, e nel 1927, a seguito del riordino delle circoscrizioni provinciali stabilito dal regio decreto n. 1 del 2 gennaio 1927, per volontà del governo fascista, quando venne istituita la provincia di Rieti, Turania passa a quella di Rieti.
| Periodo | Periodo   | Primo Cittadino   | Partito                       | Carica  | Note       |
| ------- | --------- | ----------------- | ----------------------------- | ------- | ---------- |
| 1995    | 1999      | Enrico De Angelis | lista civica                  | Sindaco |            |
| 1999    | 2004      | Enrico De Angelis | lista civica                  | Sindaco | 2º mandato |
| 2004    | 2009      | Marcello De Rossi | lista civica                  | Sindaco |            |
| 2009    | 2014      | Antonio Di Maggio | lista civica                  | Sindaco |            |
| 2014    | 2019      | Antonio Di Maggio | lista civica Progetto Turania | Sindaco | 2º mandato |
| 2019    | 2024      | Roberto Proietti  | lista civica Viviamo Turania  | Sindaco |            |
| 2024    | in carica | Roberto Proietti  | lista civica Viviamo Turania  | Sindaco | 2º mandato |